# Шондыш, Александр Фролович
Александр Фролович Шондыш (1902—20 октября 1939) — сотрудник НКВД, палач-расстрельщик, один из главных исполнителей массовых расстрелов в урочище Сандармох.

## Биография
В органах госбезопасности с 1928 года. В 1932—1934 годах — оперуполномоченный секретно-политического отдела полномочного представительства ОГПУ (ПП ОГПУ) в Ленинградском военном округе. С 1935 года — в 3-м отделе Белбалткомбината, 25 июля 1937 года — заместитель начальника отдела. Одновременно секретарь парткома отдела.
10 ноября 1937 года сменил Г. Л. Алафера в должности заместителя начальника Медвежьегорской расстрельной бригады 5-го отделения (борьба с побегами) 3-го отдела ББК НКВД.
Вместе с начальником расстрельной опербригады И. А. Бондаренко лично расстреливал осуждённых, для чего их сталкивали в заранее вырытую яму, заставляли лечь лицом вниз и в упор стреляли им в затылок из нагана. В последнюю ночь расстрелов (21 января 1938 года) вместе с И. А. Бондаренко расстрелял 442 человека. За успешное проведение операции по массовому расстрелу осуждённых был награждён часами и боевым оружием. Всего участвовал в не менее чем 273 акциях и расстрелял 2119 человек.
Арестован 18 марта 1938 года. Обвинялся в превышении служебных полномочий, среди прочего указывалось, что двое приговорённых к расстрелу были убиты при транспортировке: один проткнут насквозь металлическим прутом, другой задушен полотенцем. Военным трибуналом войск НКВД Ленинградского военного округа 24—30 мая 1939 года приговорён по статье 193-17 «б» УК РСФСР (злоупотребление властью при наличии особо отягчающих обстоятельств) к высшей мере наказания. Расстрелян в Петрозаводской тюрьме 20 октября 1939 года. Не реабилитирован.
Упоминается в воспоминаниях репрессированного Б. Е. Райкова под именем Александра Николаевича Шондыша.